# Nagroda literacka
Nagroda literacka – nagroda przyznawana utworom literackim i ich autorom, przez krytyków lub czytelników. Nagrody są nadawane przez jury (zespół ekspertów, krytyków lub inna grupa osób) lub przez otwarty plebiscyt. Nagrody takie zwykle nadawane są co roku i w uroczysty sposób. Przyznawane są spośród wcześniej wyselekcjonowanych (nominowanych) dzieł lub spośród wszystkich utworów z danej kategorii.

## Nagrody literackie
Do znanych nagród literackich należą:

### Świat
- Agatha Award
- Anthony Award
- Aristeion
- Berlińska Nagroda Literacka
- Deutscher Buchpreis (Niemiecka Nagroda Książkowa) – niemiecka nagroda literacka przyznawana jest najlepszym niemieckojęzycznym powieściom roku.
- Nagroda Bialika (פרס ביאליק) – literatura i myśl żydowska
- Nagroda Bernsteina (פרס ברנשטיין)
- Nagroda Bookera (Booker Prize) – prestiżowa nagroda dla autorów anglojęzycznych
- Nagroda Brama Stokera – przyznawana przez Horror Writer’s Association dla pisarzy horrorów, prestiżowa
- Carnegie Medal – angielska nagroda przyznawana dla twórców literatury dla dzieci
- Finlandia – najważniejsza nagroda za powieść w języku fińskim
- Grand Prix de la Francophonie(inne języki) – nagroda Akademii Francuskiej dla pisarzy francuskojęzycznych
- Stypendium Guggenheima - przyznawana corocznie przez Fundację Pamięci Johna Simona Guggenheima
- Hanzeatycka Nagroda Goethego – niemiecka nagroda przyznawana w dziedzinie literatury
- Nagroda im. Kurda Lasswitza – nagroda przyznawana niemieckojęzycznym pisarzom science fiction, od 1983 również w kategorii Najlepsza powieść zagraniczna[1].
- Nagroda Jerozolimska (פרס ירושלים)
- Nagroda im. Akutagawy
- Nagroda Balkanika
- Nagroda Goethego – niemiecka nagroda za osiągnięcia z dziedziny literatury
- Literacka nagroda Nobla – najbardziej prestiżowa światowa nagroda
- Nagroda Literacka Związku Pisarzy Polskich na Obczyźnie
- Nagroda Prometeusza – (Libertarian Futurist Society) przyznawana jest za powieści wyrażające idee libertarianizmu.
- Nagroda literacka Rady Nordyckiej
- Nagroda Cervantesa (Premio Cervantes) – przyznawana pisarzom tworzącym w języku hiszpańskim
- Nagroda Goncourtów (Prix Goncourt) – przyznawana prozaikom francuskim
- Nagroda Hugo – przyznawana za twórczość science fiction
- Nagrody im. Edgara Allana Poego
- Nagroda im. Johna W. Campbella za powieść – przyznawana w kategorii najlepszej powieści SF
- Nagroda Sapira (פרס ספיר)
- Theodore Sturgeon Award – przyznawana najlepszemu opowiadaniu SF
- Nagroda Pulitzera
- Nagroda Stregi (Premio Strega) – przyznawana prozaikom włoskim
- Nagroda Vilenica – przyznawana pisarzom z szeroko pojętej środkowej Europy
- National Book Award – przyznawana w USA dla rodzimych autorów, prawdopodobnie najbardziej prestiżowa nagroda dla twórców amerykańskich
- Nagroda Yomiuri
- Nebula – międzynarodowa nagroda przyznawana przez Science Fiction and Fantasy Writers of America (SFWA) w dziedzinie fantastyki
- Premio Planeta – przyznawana corocznie za powieść hiszpańskojęzyczną
- Costa Book Awards – jedna z najbardziej prestiżowych brytyjskich nagród literackich, przyznawana w 5 kategoriach
- Whiting Writers Award(inne języki) – nagroda przyznawana corocznie 10 autorom przez Mrs. Giles Whiting Foundation
- Nagroda World Fantasy – przyznawana za twórczość fantasy

### Polska
- Nagroda Bursztynowego Motyla im. Arkadego Fiedlera
- Nagroda Identitas
- Nagroda im. Andrzeja Kijowskiego
- Nagroda Fundacji im. Kościelskich
- Nagroda im. Jana Długosza
- Nagroda im. Bolesława Michałka
- Nagroda im. Kazimiery Iłłakowiczówny
- Nagroda im. księdza Józefa Tischnera
- Nagroda im. Janusza A. Zajdla
- Nagroda im. Stanisławy Zawiszanki
- Nagroda im. Wilhelma Macha
- Literacka Nagroda Europy Środkowej Angelus
- Nagroda Literacka m.st. Warszawy
- Nagroda Literacka „Nike”
- Nagroda Literacka im. Józefa Mackiewicza
- Nagroda Literacka im. Kornela Makuszyńskiego
- Nagroda Literacka im. Ryszarda Kapuścińskiego za Reportaż Literacki[2]
- Nagroda Polskiego PEN Clubu im. Jana Parandowskiego
- Nagroda Literacka im. Stanisława Piętaka
- Nagroda Literacka im. Władysława Reymonta
- Nagroda Literacka Gdynia
- Nagroda Nautilus
- Nagroda Polskiego PEN Clubu im. Ksawerego Pruszyńskiego
- Nagroda Poetycka im. Krystyny i Czesława Bednarczyków
- Nagroda Światowego Dnia Poezji[3]
- Orle Pióro
- Paszport „Polityki”
- Poznańska Nagroda Literacka
- Srebrny Glob
- Śląkfa
- Śląski Wawrzyn Literacki
- Nagroda Literacka im. Jerzego Żuławskiego
- Nagroda Poetycka im. Konstantego Ildefonsa Gałczyńskiego
- Nagroda im. Wisławy Szymborskiej
- Wrocławska Nagroda Poetycka Silesius
- Nagroda Literacka im. Juliana Tuwima